# Old Road Town
Old Road Town è una città di Saint Kitts e Nevis, situata sulla costa occidentale dell'isola di Saint Kitts. Si trova nella parrocchia di Saint Thomas Middle Island, ad est del capoluogo Middle Island. La sua popolazione attuale è stimata essere di 1 647 abitanti, ed è dunque la città più popolosa della parrocchia.

## Storia
Old Road Town fu fondata il 28 gennaio 1624 da Thomas Warner, sua moglie Rebecca, suo figlio Edward e altre 14 persone. I coloni avevano inizialmente buoni rapporti con i Caribe, i nativi dell'isola, anche se ben presto non fu più così.
Il tabacco aveva attirato Warner sull'isola, ed era proprio questa coltura a sostenere l'insediamento. La colonia prosperò e furono costruiti altri insediamenti. Nel 1727 Basseterre divenne la capitale della colonia, dopo l'espulsione dei francesi nel 1713.

## Economia
Old Road Town si è sviluppata con il turismo, la pesca e le industrie agricole. È presente un nuovo complesso di pesca in città, finanziato dal governo di Taiwan.

## Monumenti e luoghi d'interesse
Fuori da Old Road Town ci sono alcuni petroglifi storici dei del popolo dei Caribe.

## Sport
I St. Thomas Trinity Strikers, una squadra di calcio militante nella SKNFA Super League, hanno sede a Old Road Town e nelle zone circostanti.